# Néa Smýrni
Néa Smýrni (en grec : Νέα Σμύρνη) ou Nouvelle-Smyrne est une ville de Grèce située en Attique juste au sud du centre-ville d'Athènes. Après le recensement de 2021, la population de la ville atteint 72 853 habitants. 

## Géographie
Nea Smyrni est située à environ 4 km au sud-ouest du centre d'Athènes.
La surface du dème de Néa Smýrni est de 3,524 km2 .
C'est la deuxième municipalité la plus densément peuplée de Grèce, après Kallithea, et l'une des villes les plus densément peuplées au monde. 
L'artère principale est l'avenue Andrea Syngrou, qui forme la frontière nord-ouest de la municipalité et la relie au centre d'Athènes et à la côte.

## Subdivisions administratives
- Faros
- Agia Fotini
- Alsos
- Kendro (Centre)
- Chrisaki
- Agia Paraskevi
- Mitilineika
- Loutra
- Ano Nea Smyrni

## Histoire
La ville a pris son essor dans les années trente avec l'installation des réfugiés de Smyrne et de la côte ionienne de l'Asie mineure. De nombreux noms de rues et d'associations, notamment sportives, expriment l'attachement de la population à cette région anatolienne qui fut peuplée de Grecs pendant vingt-huit siècles.
Les lieux où s'étend actuellement la ville, s'appelaient autrefois Analatos (Ανάλατος) c'est-à-dire "non salé" en raison d'une source permanente d'eau douce qui se trouvait près de l'église des Saints Médecins Anargyres et qui permettait l'arrosage de riches potagers et vergers. Le 24 avril 1827, les Grecs insurgés se sont affrontés en ces lieux aux armées turques dans le cadre de la lutte pour libérer l'Acropole d'Athènes. Cette bataille est connue en Grèce sous le nom de bataille d'Analatos.
Le 14 février 1898, le roi Georges Ier a échappé en ces lieux à un attentat. C'est pourquoi la reine Olga, en signe de reconnaissance, a fait bâtir l'église du Saint-Sauveur.

## Démographie
| 1928 | 1933  | 1940   | 1951   | 1961   |
| ---- | ----- | ------ | ------ | ------ |
| 210  | 6 500 | 15 000 | 22 074 | 32 865 |

| 1971   | 1981   | 1991   | 2001   | 2021   |
| ------ | ------ | ------ | ------ | ------ |
| 42 512 | 67 408 | 69 749 | 73 986 | 72 853 |

## Religion
L'église du Saint-Sauveur est l'ancien pavillon grec de l'Exposition universelle de 1900.
Autres églises: 
- Agia Fotini
- Agia Paraskevi
- Agioi Anargiroi
- Agios Charalambos
- Agios Andreas
- Agioi Theodoroi
- Taxiarches

En 1974, la ville est devenue le siège d'une métropole de l'Église de Grèce.

## Sport
- Paniónios GSS est un club de football grec qui évolue en première division grecque la Superleague Ellàda.
- Paniónios B.C est un club de basketball grec qui évolue en première division grecque en Esake